# Saguinus geoffroyi
El tamarino de Geoffroy (Saguinus geoffroyi), también conocido como el tití panameño, tamarino de nuca café o piche de morrión, es un tamarino de pelaje blanco y negro, con la nuca de color rojizo. De longitud en el cuerpo y la cabeza logra de 22 a 25 cm; cola de 31 a 40 cm. El peso es de 300 a 560 g. Se alimenta de frutas e invertebrados. Complementa su dieta con flores, retoños y savia.
Su distribución se extiende desde área central del Istmo de Panamá (Coclé y Colón) hasta Colombia. Algunos autores han tratado este taxón como una subespecie del tamarino algodonoso (Saguinus oedipus) pero las investigaciones recientes sugieren que son dos grupos lo suficientemente diferentes como para ser reconocidos como especies separadas.
Como todos los callitrichine son arbóreos; tieden a vivir en áreas de crecimiento secundario o en bosques mixtos. Como muchas especies de esta subfamilia se encuentran en peligro de extinción, principalmente por la destrucción de su hábitat, aunque es particularmente abundante en pocas localidades de Panamá.  En Colombia hay poblaciones naturales de esta especie protegidas en el parque nacional natural Las Orquídeas, ubicado en el denominado complejo Chocó Biogeográfico.
Los estudios de campo sugieren que los grupos naturales varían en tamaño de tres a quince individuos, los cuales muestran defensa del territorio. Aparentemente no hay diferencias entre machos y hembras en cuanto a su tamaño o apariencia. En cautiverio pueden llegar a vivir 13 años o más. Al igual que en otros calitríquinos los machos contribuyen en gran medida en el cuidado de las crías, y también se sabe que muchos grupos son poliándricos.